# (160493) Nantou
(160493) Nantou est un astéroïde de la ceinture principale.

## Description
(160493) Nantou est un astéroïde de la ceinture principale. Il fut découvert le 6 février 2007 à l'observatoire de Lulin par Ye Quan-Zhi et Hong Qin Lin. Il présente une orbite caractérisée par un demi-grand axe de 2,77 UA, une excentricité de 0,06 et une inclinaison de 5,8° par rapport à l'écliptique.

## Compléments